# Duel e altri racconti
Duel e altri racconti (Duel - Terror Stories by Richard Matheson) è una raccolta di racconti di Richard Matheson, pubblicata per la prima volta in lingua inglese nel 2003, e in lingua italiana nel febbraio 2005 nella collana Fanucci Collezione immaginario Dark. Comprende 18 racconti brevi, principalmente storie di fantascienza degli anni cinquanta. L'introduzione è firmata da Ray Bradbury, ed è precedente alla pubblicazione della raccolta (è stata scritta nel 1988).

## Racconti
Si noti che, nell'edizione inglese dell'antologia, i titoli di alcuni racconti sono stati modificati rispetto ai titoli originali degli anni Cinquanta. I titoli italiani sono a volte la traduzione letterale dei titoli originali, a volte dei titoli modificati, altre volte ancora non hanno niente a che fare con i titoli inglesi.

### Duel
Duel appartiene ad un periodo diverso da quello degli altri racconti che compongono l'antologia: è stato infatti pubblicato per la prima volta nel 1971 sulla rivista Playboy. È anche l'unico racconto a non presentare un tema strettamente fantascientifico (è definibile una storia del terrore). Da esso è stato tratto il film Duel, il primo diretto da Steven Spielberg.
Il signor Mann sta guidando lungo una statale tra le colline, diretto a San Francisco per lavoro. Ad un certo punto sorpassa un grosso autoarticolato dall'aspetto trasandato e tetro, adibito al trasporto della benzina. Poco dopo, inaspettatamente, l'autocisterna riappare e sorpassa a sua volta Mann, lanciata a tutta velocità. Nauseato dal fumo nero emesso dal camion, il protagonista tenta più volte di passare avanti, ma l'altro veicolo lo contrasta in tutti i modi: lo supera nuovamente, gli taglia la strada, gli fa cenno di passare proprio mentre sopraggiunge un'altra auto nel senso di marcia opposto. Mann riesce a sorpassare il camion, ma questo tenta di speronarlo: il protagonista si rende conto che il conducente è pazzo e gli sfugge all'ultimo momento, rifugiandosi nel parcheggio di un bar. L'autoarticolato passa oltre, ma poi torna indietro per aspettare Mann e riprendere il "duello". Il protagonista riparte e supera di nuovo il camion: nota che su di esso è scritto il nome dell'autista, Keller, ma in un primo momento gli pare di leggere killer. Per evitare di essere nuovamente superato o speronato, Mann lancia l'auto alla massima velocità, ma un guasto all'impianto di raffreddamento gli fa perdere terreno. Quando tutto sembra perduto, vede sulla destra una zona di sosta di emergenza e vi si immette. Keller sterza di colpo per inseguirlo, ma perde il controllo del mezzo, che si ribalta e precipita in un canyon. Quando Mann lo vede esplodere, prova un'emozione inaspettata: «un tumulto primigenio, l'urlo di una belva ancestrale sul cadavere del nemico sconfitto».
Del racconto è stata realizzata una fedele trasposizione a fumetti dalla casa editrice statunitense IDW. La storia è stata pubblicata sui nn. 3-4 della miniserie Road Rage ad opera degli autori Chris Ryall (testi) e Rafa Garrees (disegni). La miniserie è stata distribuita tra febbraio e maggio 2012 e nei primi 2 numeri vede la trasposizione del racconto Throttle, ideato da Stephen King e Joe Hill e liberamente ispirato allo stesso Duel.

### Terzo dal sole
Terzo dal sole (Third from the Sun) fu il primo racconto pubblicato da Matheson sulla rivista Galaxy (anche se il primo racconto in assoluto fu in realtà Nato d'uomo e di donna), nell'ottobre del 1950. Come molti altri racconti della raccolta, presenta un cambio di prospettiva finale. Da questo racconto è stato tratto un episodio della serie televisiva Ai confini della realtà del 1960.

### Sogni ad occhi aperti
Sogni ad occhi aperti (When the Waker Sleeps, il titolo originario era però The Waker Dreams) è stato pubblicato per la prima volta su Galaxy nel dicembre 1950.

### Nato d'uomo e di donna
Nato d'uomo e di donna (Born of Man and Woman) è il primo racconto in assoluto pubblicato da Matheson: apparve per la prima volta sulla rivista Fantasy & Science Fiction nell'estate del 1950.

### Ritorno
Ritorno (Return) è stato pubblicato per la prima volta su Thrilling Wonder Stories nell'ottobre 1951.

### Fratello della macchina
Fratello della macchina (Brother to the Machine) è stato pubblicato per la prima volta nel 1952.

### C...
C... (F-, il titolo originario era però The Foodlegger) è stato pubblicato per la prima volta nel 1952.

### Sempre vicina a te
Sempre vicina a te (Lover When You're Near Me) è stato pubblicato per la prima volta nel 1952.

### Appartamento a basso canone
Appartamento a basso canone (Shipshape Home) è stato pubblicato per la prima volta nel 1952.

### Cuori solitari
Cuori solitari (Srl Ad) è stato pubblicato per la prima volta nel 1952.

### L'astronave della morte
L'astronave della morte (Death Ship) è stato pubblicato per la prima volta nel 1953. Da questo racconto è stato tratto un episodio della serie televisiva Ai confini della realtà del 1963.

### L'ultimo giorno
L'ultimo giorno (The Last Day) è stato pubblicato per la prima volta nel 1953.

### Bambina smarrita
Bambina smarrita (Little Girl Lost) è stato pubblicato per la prima volta nel 1953. Da questo racconto è stato tratto un episodio della serie televisiva Ai confini della realtà del 1962. Ne esiste anche una parodia: un episodio della serie a cartoni animati I Simpson, intitolato Homer³.

### Gravidanza indesiderata
Gravidanza indesiderata (Trespass, il titolo originario era però Mother by Protest) è stato pubblicato per la prima volta nel 1953.

### Creatura
Creatura (Being) è stato pubblicato per la prima volta nel 1954.
Les e Marian, una coppia in viaggio lungo l'autostrada 66, imboccano un percorso alternativo e si perdono. Si fermano ad una stazione di servizio in un luogo semideserto, ed il gestore, Merv, li induce con una scusa a seguirlo fino alla sua casa, che si trova lì vicino. I due scoprono che in quello che Merv chiama zoo sono rinchiusi esseri umani vivi, ma è troppo tardi per fuggire: sotto la minaccia di un fucile, anche Les e Marian vengono intrappolati. La coppia assiste con orrore all'arrivo di un'informe creatura extraterrestre, dall'aspetto di massa gelatinosa e argentata, che divora uno degli altri prigionieri e poi si eclissa. Tramite dei flashback si apprende che l'essere è precipitato nella zona qualche tempo prima: dapprima ha pensato di mangiare Merv, poi ha cambiato idea e lo ha costretto a procurargli del cibo. Con molta difficoltà la coppia riesce a scappare. La creatura, tornata per reclamare altro cibo, si avventa su Merv, il quale mette in atto un gesto estremo: con una bomba a mano si fa esplodere insieme al mostro. Nei suoi ultimi momenti di lucidità, l'alieno (che si scopre essere un esperimento di idroponica impazzito, potenzialmente capace di vivere per secoli) invoca mentalmente l'aiuto dei suoi creatori: non ricorda, infatti, di essere stato lui stesso a ucciderli e divorarli.

### L'esame
L'esame (The Test) è stato pubblicato per la prima volta nel novembre 1954 su Fantasy & Science Fiction.
Nel 2003 (che per uno scrittore degli anni cinquanta rappresentava un futuro lontano) Les aiuta l'anziano padre Tom a studiare per un "esame" che comprende prove di vario tipo: ripetere brevi sequenze di numeri, tenere una matita sospesa senza farla dondolare, risolvere problemi di aritmetica da scuola elementare, e simili. Si scopre che, secondo la legge, i vecchi, oltre una certa età, devono sostenere periodicamente l'esame, che se non superato causa la condanna a morte. Tale legge è stata creata ed approvata proprio dalla generazione di Les, per far fronte alla sovrappopolazione e alla crisi delle risorse. Non solo: apparentemente, Les e la sua famiglia temono che Tom non superi l'esame, ma segretamente desiderano liberarsi del vecchio, la cui presenza in casa è un peso e un fastidio. Il giorno dopo Tom esce di casa affermando di andare all'esame, e la famiglia trascorre una giornata strana, carica di tensione: i bambini commentano il probabile insuccesso del nonno con un cinismo distaccato che inquieta Les. Al suo ritorno, Tom rivela di non essersi presentato all'esame: Les capisce che il padre ha comprato delle pillole per suicidarsi, e non lo ferma. Ma nota una cosa che non si aspettava; infatti il padre ha mantenuto la promessa fatta il giorno prima: ha riparato l'orologio di Les, rotto da Tom stesso in un momento di stizza. Scioccato e sconvolto dagli avvenimenti, Les non riesce nemmeno a toccarlo.
Il racconto fu adattato per la televisione italiana nel 1979 all'interno della miniserie Racconti di fantascienza.

### L'uomo enciclopedico
L'uomo enciclopedico (One for the Books) è stato pubblicato per la prima volta nel settembre 1955 su Galaxy.
Un inserviente dell'università scopre, da un giorno all'altro, di possedere uno strano potere: quando si trova insieme ad una persona, ne acquisisce le conoscenze, di qualsiasi tipo esse siano. Inizia a parlare lingue che non conosce, dimostra nozioni che non ha mai studiato, discute di vari argomenti - dalla letteratura alla scienza - parlando come un libro stampato, senza neppure capire esattamente quello che sta dicendo. È spaventato da questa sua capacità, che preoccupa anche la moglie, e si rivolge al suo medico, che però non riesce a scoprire la ragione di questo "dono". Un docente universitario si offre di studiare il problema, ma in realtà vuole solo stupire una platea di colleghi mostrando loro questo nuovo "fenomeno". Ma improvvisamente, durante la conferenza, mentre il protagonista sta strabiliando tutti i presenti con le sue capacità enciclopediche, una voce dentro la sua testa gli comunica «Vieni, è ora». Uscito all'aperto, vede una luce nel cielo, e capisce chi gli ha dato quel potere, chi è tanto intenzionato a raccogliere in una sola persona tutto il sapere terrestre: in quel momento viene colpito da un raggio lanciato da un'astronave aliena. Lo ritrovano molti anni dopo, notevolmente invecchiato e incapace di parlare. Dopo un anno, pronuncia le sue prime parole: «Mi hanno spremuto».

#### Errori di italiano
Una particolarità del racconto è che, tra le varie lingue straniere, il protagonista "impara" anche l'italiano, ma l'originale di Matheson contiene diversi errori, che il traduttore italiano ha preferito mantenere: ad esempio «Vi sono pui di cinquante bastimenti in porto» o «Le chieggo scuse».
Il racconto fu adattato nell'episodio 23 della prima stagione della serie televisiva del 1985 Storie incredibili. Il suo titolo italiano fu Una vita tra i libri.

### Acciaio
Acciaio (Steel) è stato pubblicato per la prima volta su Fantasy & Science Fiction nel maggio 1956. Da questo racconto è stato tratto un episodio della serie televisiva Ai confini della realtà del 1963 (quinta stagione) e il film Real Steel (2011) diretto da Shawn Levy; inoltre è stato oggetto di una parodia ne I Simpson, dove Homer agisce proprio come il protagonista Kelly in un torneo simile.
Tim Kelly, detto Acciaio, è un ex-campione di pugilato: dopo che i combattimenti tra umani sono stati proibiti, si è dedicato a incontri di boxe tra robot, e ne ha vinti molti con il suo androide Maxo il Guerriero (Battling Maxo in inglese). Il racconto però è ambientato molti anni dopo questi fatti: i momenti di gloria sono lontani e Maxo è un robot obsoleto. Tuttavia Kelly - ormai sull'orlo della povertà - vuole farlo combattere ancora: riesce per un caso fortuito ad organizzare un match contro un robot di nuova generazione, che si terrà nella città di Maynard. Dopo un difficile viaggio in treno, Kelly e il suo meccanico di fiducia Pole arrivano in città, ma durante una prova tecnica il braccio di Maxo si danneggia irreparabilmente. Visto che a Maynard nessuno lo conosce, Kelly decide di fingersi Maxo e disputare lui stesso l'incontro: effettivamente nessuno si accorge della sostituzione, dato che il pubblico è abituato ad androidi che simulano comportamenti umani, come ad esempio perdere sangue finto. Ma contro l'inarrestabile robot avversario, Kelly non riesce a prevalere e va al tappeto dopo nemmeno una ripresa. Pole va a riscuotere il compenso pattuito, ma ne riceve solo la metà: l'organizzatore voleva, per ragioni di "spettacolo", che Maxo resistesse per un maggior numero di riprese. Kelly, pur avendo quasi rischiato la vita, dice a Pole che ha ancora la speranza di riparare Maxo e farlo tornare il campione di un tempo.

## Edizioni
- Richard Matheson, Duel - Terror Stories by Richard Matheson, 2003.
- Richard Matheson, Duel e altri racconti, traduzione di Maurizio Nati, collana Collezione immaginario Dark, Fanucci, 2005,  p. 421, ISBN 88-347-1063-0.